# Toxorhina (Ceratocheilus) niveitarsis
Toxorhina (Ceratocheilus) niveitarsis is een tweevleugelige uit de familie steltmuggen (Limoniidae). De soort komt voor in het Neotropisch gebied.